# کرتیس یبلی
کرتیس یبلی (انگلیسی: Curtis Yebli؛ زادهٔ ۳۰ مارس ۱۹۹۷) بازیکن فوتبال اهل فرانسه است.
از باشگاه‌هایی که در آن بازی کرده‌است می‌توان به باشگاه فوتبال اتلتیکو آرتزو اشاره کرد.